# آورابانیا
آورابانیا (به لاتین: Aorabania) یک منطقهٔ مسکونی در بنگلادش است که در ناحیه جلوکاتی واقع شده‌است.